# Тест на беременность

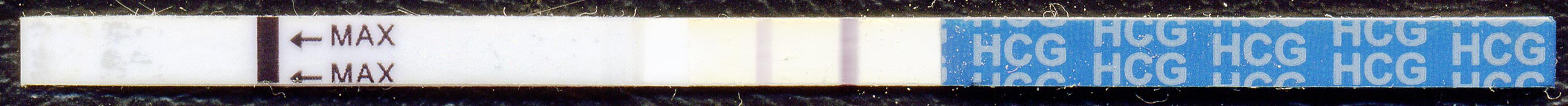
Экспресс-тест на беременность

Тест на беременность — процедура, позволяющая определить признаки беременности женщины на ранней стадии.
Исследование на беременность проводится как анализом жидкостей тела (моча, кровь), так и ультразвуковым методом.

## История
Одним из первых научно обоснованных тестов на беременность был кроличий тест, при котором половозрелой крольчихе вводили мочу проверяемой женщины, после чего проводили вскрытие животного и отмечали изменения яичников. При увеличении яичников диагностировалась беременность. До 1960-х годов тест на беременность проводился только в лаборатории. В 1967 году Маргарет Крейн, 26-летний графический дизайнер американского отделения фармацевтической компании Organon, создала портативный и простой в использовании тестовый комплект «Predictor» (с англ. — «Предсказатель»), предназначенный для розничной продажи. Её руководители не одобрили изобретение, но доложили о нём в головную организацию Akzo в Голландии, где изобретением заинтересовались. В 1968 году она лично представила изобретение, придя без приглашения на совещание в Organon, посвящённое домашнему тесту на беременность, и оно было выбрано из нескольких представленных разными людьми вариантов. В 1969 году Organon зарегистрировала патент с именем Маргарет Крейн в графе «изобретатель», причём сама Маргарет получила за изобретение $1 и информация об изобретателе нигде не публиковалась. Намного позже, в 2012 году Маргарет выставила на аукцион первый образец тестового комплекта, который хранился у неё дома, и его выкупил Национальный музей американской истории Смитсоновского института, после чего Маргарет стала известна публике.
Тест-предиктор поступил в продажу в Канаде в 1971 году, в США же согласование затянулось на 5 лет. За первые четыре года доход от продаж теста в США составил 40 млн долларов, изобретательница не получила ничего.

## Принцип действия
Для определения беременности измеряется уровень гормона ХГЧ (хорионического гонадотропина человека), анализируется моча либо кровь. После оплодотворения яйцеклетки и формирования хориона (будущей плаценты) концентрация ХГЧ в крови ежедневно удваивается, наибольший уровень приходится на 20 неделю, затем постепенно снижается. Быстрый рост уровня ХГЧ в крови наблюдается на 7—8 день после зачатия. В моче уровень ХГЧ при беременности в первый день задержки менструации составляет 25—100 мМЕ/мл, тогда как у небеременных — менее 5 мМЕ/мл.
Домашние тесты являются качественными, а не количественными — определяют уровень ХГЧ больший или меньший чувствительности теста, поэтому возможны ошибки.
Наиболее точные данные о наличии беременности и её предполагаемом сроке даёт лабораторный анализ уровня ХГЧ в крови. Иммуноферментный анализ венозной крови определяет точный уровень гормона (на момент забора крови).
Начиная со второй недели задержки менструации плод можно распознать ультразвуковым сканированием, когда размер плодного яйца больше половины сантиметра.

## Точность
Тесты на беременность, продающиеся в магазинах, проводимые дома опытными людьми, дают точность в среднем 91 %, что ненамного хуже лабораторного исследования (97,4 %). Однако, когда тест применяется неопытными потребителями, точность снижается до 75 %. Авторы обзора, опубликованного в 1998 году, отметили, что большинство пользователей не понимали или не следовали инструкциям к тестам. Неправильное использование может привести как к ложно-отрицательному, так и к ложно-положительному результату (см. Ошибки первого и второго рода).

## Распространённые тесты

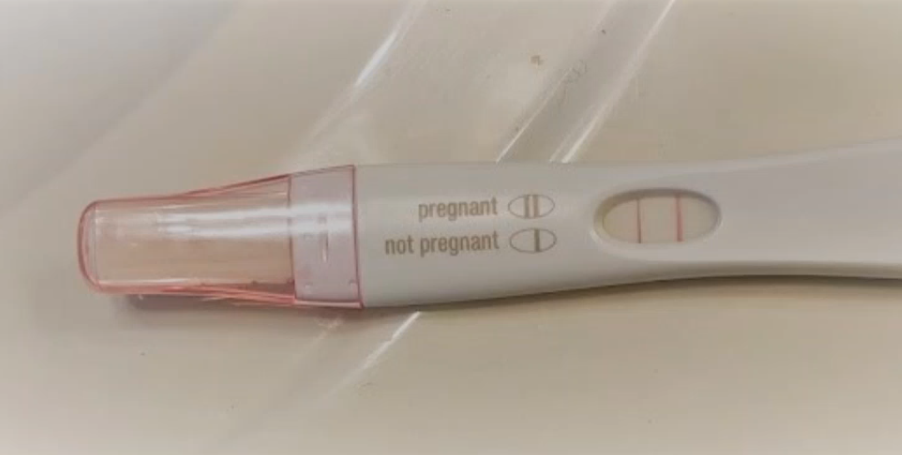
Современный тест на беременность, показывающий положительный результат (две полоски).

Самый популярный тест — стрип-полоска, на которой беременность обозначается двумя полосками, её отсутствие — одной. На бесцветную вторую полоску теста нанесены специфические антитела к ХГЧ. Если в момент проведения теста в моче женщины его концентрация достаточно велика, место с нанесёнными антителами окрашивается и проявляется вторая полоска.
Большинство тестов рассчитаны на концентрацию ХГЧ в моче выше 25 мМЕ/мл, этого достаточно, чтобы узнать о беременности в первый день задержки. Как правило, с пятого дня задержки при нормальном течении беременности такой тест показывает «положительный» результат сразу, как только на полоску попадёт моча.
Существуют более чувствительные тесты, они реагируют на 10 мМЕ/мл и показывают беременность за 3—4 дня до даты предполагаемой менструации.
Тестирование домашним экспресс-тестом лучше проводить утром, когда концентрация ХГЧ максимальна. Перед проведением теста следует избегать пить много жидкости и мочегонных препаратов. Тест может дать ошибку при нерегулярном менструальном цикле, при несахарном диабете и других особенностях организма. Также необходимо точно соблюдать инструкцию и проверить срок годности теста.
При проведении тестирования возможно получение ложноположительного и ложноотрицательного результата.
Возможные причины ложноположительного результата (тест показывает положительный результат при отсутствии беременности):
1. прием препаратов, содержащих ХГЧ;
2. наличие опухолей и других патологий женских репродуктивных органов;
3. самопроизвольное прерывание беременности;
4. малое количество дней после проведённого аборта.

Возможные причины ложноотрицательного результата (тест показывает отрицательный результат при наличии беременности):
1. тест проведён раньше времени, нерегулярный менструальный цикл;
2. несахарный диабет, патология почек и другие заболевания, при которых ХГЧ хуже выделяется с мочой;
3. большое потребление жидкости или мочегонных препаратов перед проведением тестирования;
4. просроченный тест или несоблюдение инструкции, в частности, недостаточно глубоко опущенная в мочу полоска.